# 2095 Парсіфаль
2095 Парсіфаль (2095 Parsifal) — астероїд головного поясу, відкритий 24 вересня 1960 року.
Тіссеранів параметр щодо Юпітера — 3,393.
Названо на честь опери Парсіфаль Ріхарда Вагнера